# 이자벨 파스코
이자벨 파스코(Isabelle Pasco, 1966년 4월 25일 ~ )는 프랑스의 배우, 모델, 영화배우이다.
페르피냥에서 태어났다.

## 영화
- 인비저블 (2001년)
- 문 샤도우 (1995년)
- 딥 트러블 (1993년)
- 셀린 (1992년)
- 프로스페로의 서재 (1991년)
- 로젤린과 사자들 (1989년)
- 방황과 불륜의 순간들 (1988년)